# Château de Wettin

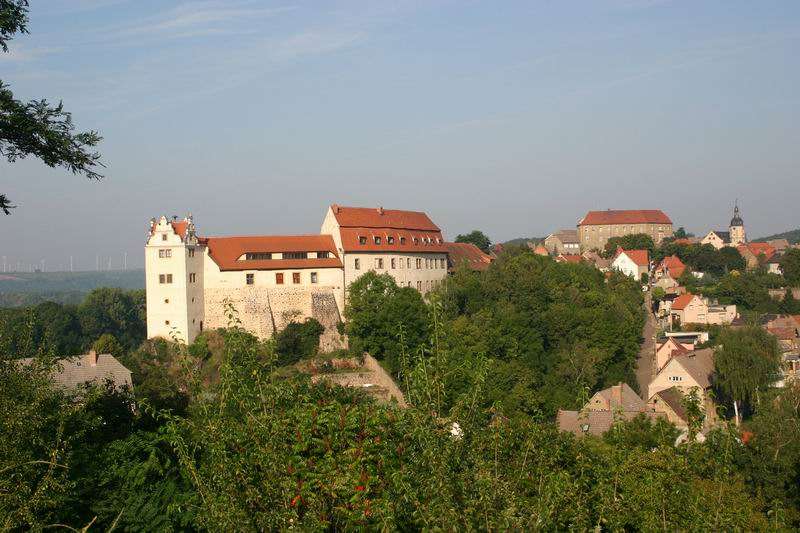
Le château de Wettin vu de l'est. On voit au premier plan les basses-œuvres, à l'arrière-plan le donjon.

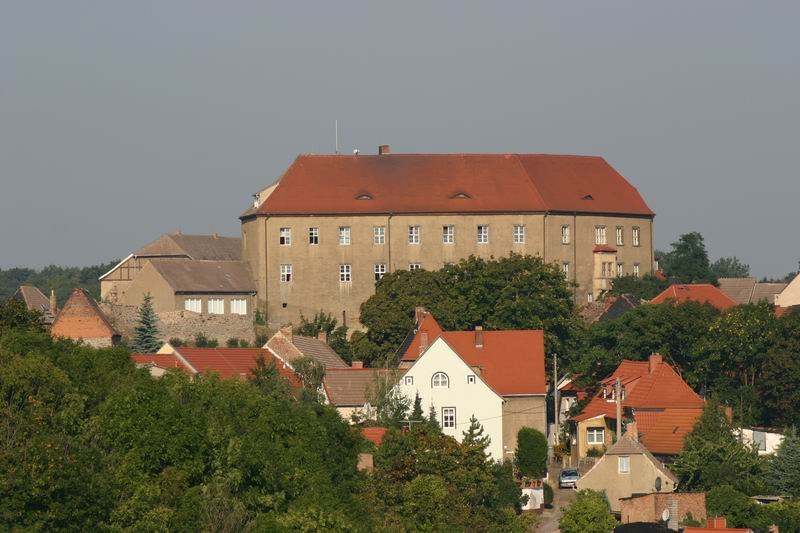
Le château de Wettin, son donjon et l'Hôtel Menius.

Le château fort de Wettin est une forteresse médiévale surplombant la ville de Wettin dans l'arrondissement de la Saale en  Saxe-Anhalt. Il fut le fief d'origine des margraves de Misnie, les Wettin, d'où sont issues plusieurs familles régnantes d'Europe. Il a fait l'objet de nombreux aménagements au fil des siècles.

## Histoire

### Le fort ottonien
Comme la plupart des châteaux-forts, les circonstances de la construction du burg des Wettin reste entouré de mystère. On s'accorde à penser qu'il existait un fort à cet endroit dès l’ère carolingienne, qui devint par la suite un poste-frontière. La première mention écrite de cette forteresse se trouve dans un diplôme de l’empereur Othon Ier daté du 29 juillet 961 où l'on peut lire Vitin civitas (cité de Wettin). D'après ce document, Wettin est une châtellenie de l’abbaye Saint-Maurice de Magdebourg soumise à la dîme. En 1157, le château est cité de nouveau : « In burcwardo Witin in villa que dictur Pothegrodice (...au château de Witin, dans une ferme appelée Pothegrodice) », ainsi qu'en 1126 (sous le nom de « Witin »). Le domaine de Pothegrodice, en allemand « Pögritz », vient du slave podgrad, qui signifie « en contrebas du château ». On ignore si ce toponyme désignait une colonie slave dépendant d'une motte slave ou un château saxon postérieur. En tout cas, Wettin fut très tôt le centre d'un fief stratégique. Cette citadelle de marche dépendait du margrave Rikdag. Son cousin, Dedi de Hassegau, obtient la suzeraineté sur le comté de Wettin au Xe siècle.
Les Annales de l'abbaye d'Altzelle citent Thierry II comme le premier comte de Wettin. À l'issue de l'assassinat de Thierry en 1034, c'est son fils Thimon qui devient comte. Son fils Conrad dit  « le Grand » occupe une place importante dans l'histoire de la Saxe. Il fit de ce château son palais à partir de 1091.
La dynastie des comtes de Wettin a donné au Saint-Empire de multiples landgraves et margraves (par ex. ceux des marche de Misnie, de Thuringe), les princes-électeurs de Saxe et de Thuringe), plusieurs rois de Pologne et d'autres pays d'Europe.
Les fouilles menées dans les années 1930 par l’archéologue Paul Grimm ont mis au jour des soubassements en torchis qui pourraient remonter au Xe siècle au bord des à-pics, cependant que les remblais du flanc Nord-ouest du donjon pourraient être des vestiges d'une palissade primitive entourée de fossés. Les murailles les plus anciennes sont recouvertes de remparts de 2 m de hauteur, remontant à 1100 environ (cette datation a pu être faite grâce aux éclats de poterie retrouvés). C'est ainsi qu'on a pu établir que le château d'origine occupait l'enceinte basse du château actuel.

### Le temps des burgraves
En 1123, le margrave Conrad nomma comme burgaves de Wettin des ministeriels, les von Schochwitz. Ils durent laisser la place à Heinrich, le fils de Conrad, en 1156. L'édification de la citadelle, l’Oberburg, réservé au burgrave, doit être liée au retour du comte. Le piton rocheux comptait à l'époque deux donjons, dotés chacun d'un poste de garde,.
La lignée comtale des Wettin s'éteignit en 1217, et le fief de Wettin alla aux comtes de Brehna. Othon IV de Brehna le revendit le 14 novembre 1288 à l'archevêque Éric de Brandebourg et en fit un octroi de l'archidiocèse. Les comtes de Brehna étaient  des templiers. Le comte Frédéric II tomba le 16 octobre 1221 devant les murs de Saint-Jean-d’Acre, et en 1240 son fils Dietrich fit don de Mücheln à l'Ordre du Temple.

### L'octroi
La famille roturière du nom de Wettin qui eut la tenure du château pendant quelques décennies n'a pas de lien de parenté avec la lignée des margraves.
L'histoire ultérieure du château est intimement mêlée à ses nombreux changements de propriétaires après 1300. La citadelle et l'enceinte basse connurent de ce point de vue des destins différents. Les plus importants propriétaires de la citadelle auront été l'archevêque von Schraplau et les comtes von Trotha. Ces derniers prennent possession du haut-château en 1440. En 1592, l'héritage de von Schraplau en fit un fief du Brandebourg.
La citadelle est dotée d'un corps de garde en 1565. On voit aux gravures de Matthäus Merian que dès 1640 le donjon de la citadelle est en ruines, et il sera finalement rasé en 1697. L'incendie de la ville, en 1660, n'épargna pas l'enceinte basse du château. Les comtes von Trotha revendirent leur fief en 1663 à Johann Heinrich von Menius, qui entre 1663 et 1689 s'y fit édifier côté ville l’hôtel particulier que l'on voit aujourd'hui.
L'archevêque Friedrich III von Beichlingen revendit l'enceinte basse de Wettin en 1446 à Koppe von Ammendorf et à Caspar aus dem Winkel. Les barons d'Ammendorf occupèrent l'aile de la Saale et les Winkel l'aile urbaine, jusqu'à ce qu'en 1555 ils rachètent l'aile des Ammendorf. Vers 1600, Christoph aus dem Winckel reconstruisit tout ce château. Le corps de logis de la cour intérieure de l'aile Saale fut doté de trois pignons baroques. Les hautes tours de l'angle nord datent de 1606. De 1768 à 1770, le corps d'angle sera reconstruit dans le style rocaille.

### Période contemporaine
En 1795, les Winkel revendirent le fief de Wettin aux comtes von Merode, lesquels le rétrocédèrent le 4 novembre 1803 au prince Louis-Ferdinand de Prusse. Louis-Ferdinand le fit réaménager en palais jusqu'en 1806, année de sa mort. Puis l'enceinte extérieure fut louée à des industriels qui y installèrent une brasserie et une distillerie. La grande porte Nord fut démantelée entre 1806 et 1813 pour donner à la chaussée une largeur suffisante. Vers 1830, on abattit les étages supérieurs des corps de logis Nord et sud, en 1840 la chapelle Saint-Pierre et enfin en 1860 ce qui restait du donjon. Plusieurs ateliers sont restés en activités jusqu'au XXe siècle, et confèrent sa physionomie actuelle au château. La porte fortifiée de l'enceinte extérieure fut réaménagée par les Nazis en école des cadres du parti. Après l'armistice, on y aménagea des logements, puis elle servit de lycée agricole. Depuis 1990, le château est propriété de l'arrondissement de la Saale.

### Le lycée
Depuis 1991, le château a été réaménagé en internat et lycée professionnel des Beaux-Arts, le seul d'Allemagne moyenne. Les élèves peuvent y passer l'Abitur. Ce lycée entretient des contacts particuliers avec l'École des Arts Plastiques et du Design de Giebichenstein (Hochschule für Kunst und Design) à Halle.

## Galerie

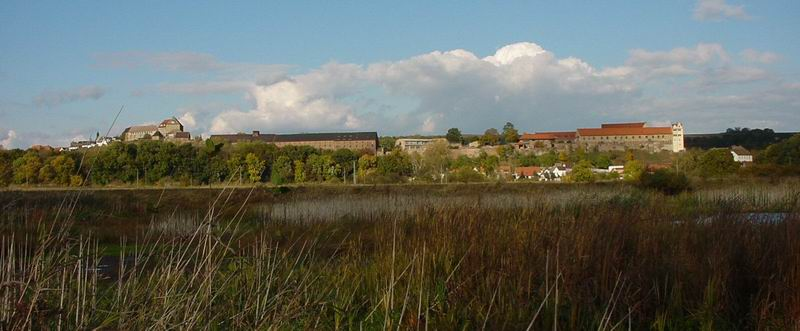
Le château de Wettin : les rochers avec à gauche le donjon, l'enceinte intermédiaire reconstruite, et à droite l'enceinte extérieure.
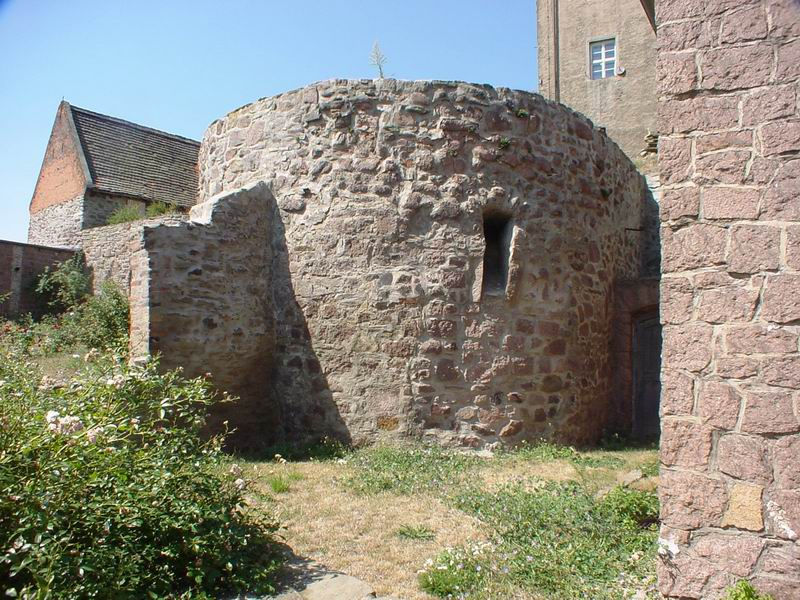
Château de Wettin : le donjon.
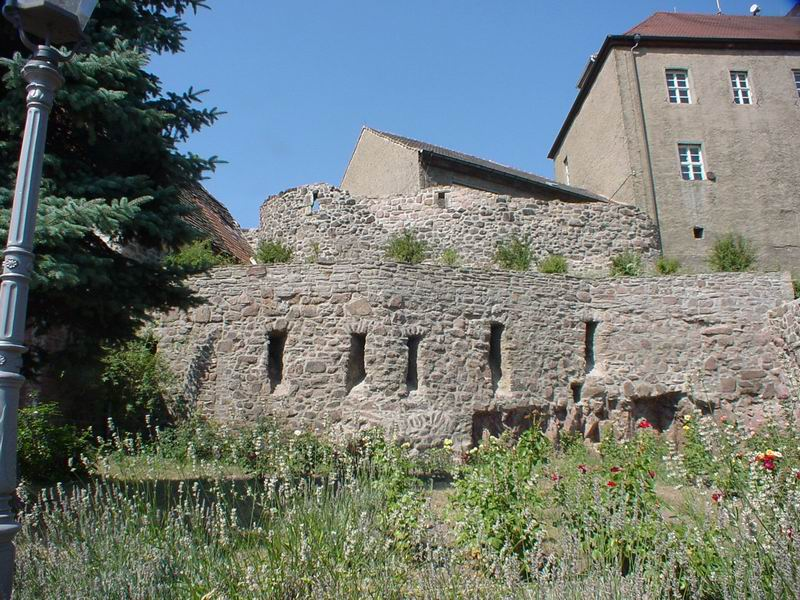
Château de Wettin : les remparts de la citadelle.
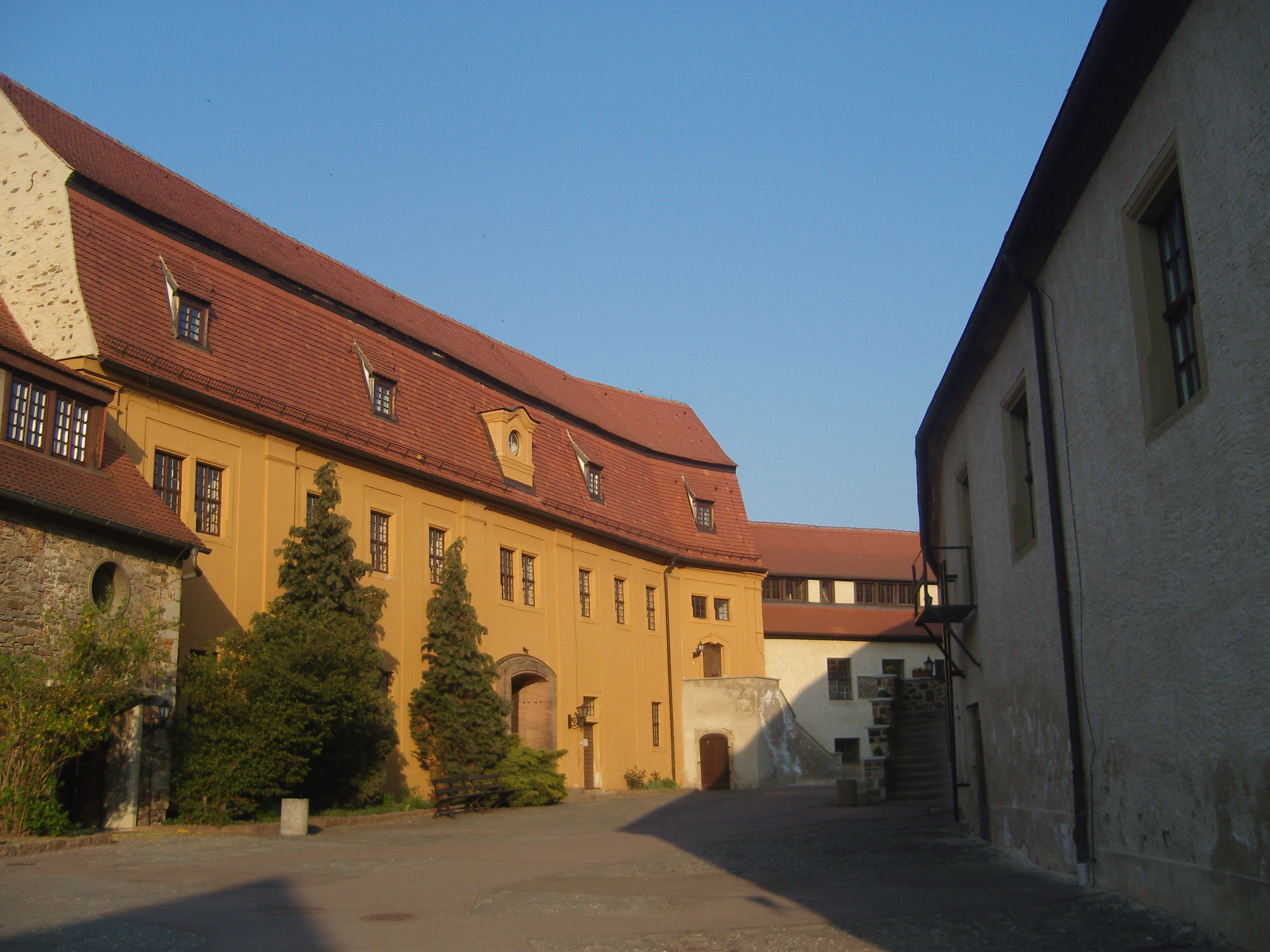
Château de Wettin : le château d'angle sur l'enceinte extérieure.